# Conioscinella pusio
Conioscinella pusio är en tvåvingeart som först beskrevs av Mario Bezzi 1908.  Conioscinella pusio ingår i släktet Conioscinella och familjen fritflugor.
Artens utbredningsområde är Eritrea. Inga underarter finns listade i Catalogue of Life.